# Aleurotrachelus taiwanus
Aleurotrachelus taiwanus là một loài côn trùng cánh nửa trong họ Aleyrodidae, phân họ Aleyrodinae.
Aleurotrachelus taiwanus được Takahashi miêu tả khoa học đầu tiên năm 1932.